# Julia Kimmelmann
Julia Kimmelmann (* 12. Oktober 1993 in Bonn) ist eine deutsche Tennisspielerin.

## Karriere
Kimmelmann gewann auf Turnieren des ITF Women’s Circuit bisher vier Einzel- und acht Doppeltitel.
Von 2010 bis 2013 erhielt sie jeweils eine Wildcard für die Qualifikation zum Porsche Tennis Grand Prix. 2010 konnte sie dort das Finale der Qualifikation erreichen, in den weiteren Jahren schied sie früher aus. Nach drei Siegen bei ITF-Turnieren zu Beginn des Jahres 2013 trat sie beim WTA-Turnier in Palermo in der Qualifikation an und schied dort in der ersten Runde aus.
Seit der Bundesligasaison 2014 spielte sie für den TEC Waldau.
Zusammen mit Annika Beck, Antonia Lottner und Viktorija Golubic trainierte Kimmelmann an der Tennisakademie von Robert Orlik.

## Turniersiege

### Einzel
| Nr. | Datum            | Turnier   | Kategorie   | Belag             | Finalgegnerinnen       | Ergebnis      |
| --- | ---------------- | --------- | ----------- | ----------------- | ---------------------- | ------------- |
| 1.  | 24. Juni 2012    | Köln      | ITF $10.000 | Sand              | Jelena Pandžić         | 6:2, 1:6, 7:5 |
| 2.  | 20. Januar 2013  | Stuttgart | ITF $10.000 | Hartplatz (Halle) | Laura Siegemund        | 6:4, 6:3      |
| 3.  | 27. Januar 2013  | Kaarst    | ITF $10.000 | Teppich (Halle)   | Jekaterina Alexandrowa | 6:3, 6:2      |
| 4.  | 17. Februar 2013 | Leimen    | ITF $10.000 | Hartplatz (Halle) | Pemra Özgen            | 6:4, 6:3      |

### Doppel
| Nr. | Datum             | Turnier   | Kategorie   | Belag             | Partnerin                | Finalgegnerinnen                       | Ergebnis         |
| --- | ----------------- | --------- | ----------- | ----------------- | ------------------------ | -------------------------------------- | ---------------- |
| 1.  | 18. Februar 2012  | Leimen    | ITF $10.000 | Hartplatz (Halle) | Anna-Lena Friedsam       | Elyne Boeykens Jana Nabel              | 6:1, 7:64        |
| 2.  | 21. Juli 2012     | Darmstadt | ITF $25.000 | Sand              | Antonia Lottner          | Martina Borecká Petra Krejsová         | 6:3, 6:1         |
| 3.  | 19. Januar 2013   | Stuttgart | ITF $10.000 | Hartplatz (Halle) | Viktorija Golubic        | Olga Doroschina Julia Waletowa         | 6:4, 6:1         |
| 4.  | 26. Januar 2013   | Kaarst    | ITF $10.000 | Teppich (Halle)   | Viktorija Golubic        | Anja Prislan Jasmin Steinherr          | 6:3, 4:6, [10:5] |
| 5.  | 22. Oktober 2016  | Ismaning  | ITF $10.000 | Teppich (Halle)   | Franziska Kommer         | Tamara Arnold Caroline Werner          | 3:6, 6:3, [10:8] |
| 6.  | 20. Juli 2018     | Baja      | ITF $15.000 | Sand              | Soumeya Anane            | Elena-Teodora Cadar Cristina Ene       | 6:3, 6:2         |
| 7.  | 4. August 2018    | Dublin    | ITF $15.000 | Teppich           | Karola Patricia Bejenaru | Emily Appleton Lisa Ponomar            | 6:3, 2:6, [10:7] |
| 8.  | 26. Dezember 2020 | Antalya   | ITF $15.000 | Sand              | Nicole Fossa Huergo      | Anastassija Poplawska Arina Solomatina | 6:3, 6:3         |
| 9.  | 5. Juni 2021      | Heraklion | ITF $15.000 | Sand              | Anna Popescu             | Weronika Falkowska Ioana Gașpar        | 6:2, 6:4         |